# Amiga CDTV
Le CDTV, pour Commodore Dynamic Total Vision, communément appelé Amiga CDTV, est un ordinateur personnel et une console de jeu de quatrième génération développé par Commodore et commercialisée le 19 avril 1991 aux États-Unis et le 1er juin 1991, en France. Prenant la forme d'une platine de salon de couleur noire, le système est basé sur un ordinateur Amiga 500 avec un processeur Motorola 68000 à 7,16 MHz et un chipset graphique ECS fat Agnus exploitant 1 Mo de RAM et une ROM de 512 kio intégrant Kickstart 1.3,. Elle intègre d'origine un lecteur cédérom 1x à caddie, support utilisé pour les logiciels. Son prix de lancement était de 999 $, US avec une manette de jeux et deux logiciels. En France, le CDTV affiche un prix de lancement de 6 990 francs et est accompagné de cinq logiciels (Ordicode, LTV English, Mind Run, Sim City et Music Maker),,. Elle a été pour la première fois présentée au Consumer Electronics Show de Las Vegas en 1991,.
En option sont disponibles un clavier, une souris, un trackball, un genlock, une télécommande, un lecteur de disquettes, une carte module Commodore CDTV SCSI avec un disque dur de 60 Mio.
Dans l'esprit de Commodore cette console de jeux visait un public familial néophyte en informatique, intéressé par les jeux mais aussi par les capacités multimédia et l'interactivité. L'encyclopédie Grolier a été par exemple l'un de ses produits phares. Le fait de pouvoir transformer la console en ordinateur Amiga 500 était aussi une des fonctionnalités intéressantes du produit. Cette console n'a pas eu un énorme succès et était essentiellement destinée aux marchés américain et allemand. Un prototype de CDTV-II, nommé CDTV CR (Cost Reduced, à coût réduit), a été construit mais abandonné. Il aurait dû intégrer plus de mémoire et un lecteur de disquettes. Commodore par la suite lança l'Amiga CD32 basée sur la même technologie que l'Amiga 1200, que l'on pourrait qualifier de successeur de la CDTV.
C'est la dernière console Commodore à être officiellement vendue sur le territoire américain, la Amiga CD32 n'ayant jamais été vendue officiellement sur ce territoire pour des raisons juridiques.

## Spécifications techniques
| Type                   | Spécification ,                                           |
| ---------------------- | --------------------------------------------------------- |
| Processeur             | Motorola 68000 cadencé à 7,16 MHz (NTSC) - 7,09 MHz (PAL) |
| Mémoire                | 1 Mo de mémoire Chip                                      |
| Coprocesseurs          | Enhanced Chip Set. (ECS)                                  |
| Système d'exploitation | Kickstart 1.3 + module CDTV                               |
| CD-Rom                 | Capacité 540 Mo                                           |
| CD-Audio               | 8x                                                        |
| Sortie vidéo           | Péritel analogique RGB (PAL/SECAM/NTSC)                   |

## Logiciels & adaptations spécifiques CDTV

### Logiciels culturels, ludo-éducatifs ou créatifs
- A Bun for Barney
- Barney Bear Go To School [3]
- Grolier Encyclopedia (existe en anglais, allemand, italien, français)
- The Illustrated Works of Shakespeare
- Music Maker (États-Unis)
- Welcome To CDTV (CD-ROM livré avec la console)
- World Vista (États-Unis) [3]

### Jeux vidéo
Moins d'une centaine de jeux ont vu le jour sur Amiga CDTV. Une large part sont des rééditions de jeux Amiga 500. Divers jeux CDTV sont compatibles avec l'Amiga 500 – via son lecteur cédérom, l'Amiga A570 (en) – et avec la console Amiga CD32.
- All Dogs Go to Heaven [3]
- Battlestorm
- Defender of the Crown
- Defender of the Crown II
- Heroic Age of spaceflight - Nasa... The 25th Year
- Lemmings
- Psycho Killer [3]
- Sherlock Holmes: Consulting Detective
- Turrican et Turrican II
- Trivial Pursuit
- Xenon 2: Megablast